# Æscwine
Æscwine (ook Æscvvine) (? - ca. 587) was van ca. 527 tot 587 mogelijk de eerste koning van het Angelsaksische koninkrijk Essex. Sledda was de zoon van Æscwine. Of hij daadwerkelijk koning was is echter onzeker.
Volgens een genealogie uit de late 9e eeuw was zijn vader Offa van Essex. Hij liet zijn zoon Sledda trouwen met Ricola, een dochter van koning Eormenric van Kent. Vermoedelijk was Æscwine afhankelijk van Eormenric. Na zijn dood (ca. 587) zou Sledda hem opvolgen.

## Referentie
- D.P. Kirby, The Earliest English Kings, Londen - New York, 2000. ISBN 9780415242110